# Dinophilus gyrociliatus
Dinophilus gyrociliatus är en ringmaskart som beskrevs av Oswald Schmidt 1857. Enligt Catalogue of Life ingår Dinophilus gyrociliatus i släktet Dinophilus och familjen Dinophilidae, men enligt Dyntaxa är tillhörigheten istället släktet Dinophilus och familjen Dorvilleidae. Arten har ej påträffats i Sverige. Inga underarter finns listade i Catalogue of Life.